# Antonio Chiusole
Antonio Chiusole (Villa Lagarina, 18 ottobre 1679 – Rovereto, 13 marzo 1755) è stato un geografo italiano, matematico e storico-genealogista.

## Biografia
Nacque a Villa Lagarina (la vicinanza del luogo a Rovereto e il fatto che la famiglia vi avesse acquisito la cittadinanza, fa sì che in alcune biografie, sia quest'ultima città che viene indicata come suo luogo di nascita), il 18 ottobre 1679, da un omonimo Antonio Chiusole e da Paola Zanini o Zannini. La famiglia paterna, probabilmente originaria del piccolo villaggio di Chiusole (attualmente nel comune di Pomarolo, in provincia di Trento), era insignita della Nobiltà del Sacro Romano Impero.
Il padre lo inviò appena tredicenne a Salisburgo ove compì i suoi studi.
Una volta che ebbe precocemente e brillantemente conseguito il dottorato in Legge, ritornò nella sua città natale ove ebbe l'incarico di professore di Matematica.
Non esercitò questo incarico che per un anno dopo di che si impiegò come maggiordomo presso il principe Filippo Hercolani, ambasciatore a Venezia per conto dell'imperatore Carlo VI. Terminato questo servizio tornò per un breve periodo a Rovereto attendendo all'opera Il mondo antico, moderno e novissimo, ovvero trattato dell'antica, e moderna geografia che vide la luce nel 1716. Nel 1717 fu si impiegò come aio del conte conte Carlo Castelbarco che accompagnò nei suoi viaggi attraverso la Germania, l'Inghilterra, la Francia e l'Italia.
Nel 1719 tornò a Rovereto ove contrasse matrimonio con Teresa Monte ma non ne ebbe figli. Riprese quindi l'insegnamento della matematica e delle lingue e accettò il conferimento di qualche ufficio pubblico a beneficio della comunità roveretana.
Erudito di grande versatilità, legò il suo nome, oltre che al grande trattato di geografia, che conobbe quattro edizioni, anche a opere di argomento matematico (La geometria comune, legale, ed aritmetica) e storico-genealogico (La genealogia delle case più illustri di tutto il mondo e La genealogia moderna delle case più illustri di tutto il mondo); quantunque non esenti da difetti furono soprattutto le opere geografiche e storico-genealogiche a renderlo una celebrità nella cultura italiana della prima metà del XVIII secolo.
Fu membro dell'Accademia degli Accesi di Trento e dell'Accademia degli Agiati di Rovereto.
Antonio Chiusole morì nella sua casa di Rovereto il 13 marzo 1755.

## Opere
- Il mondo antico, moderno e novissimo, ovvero trattato dell'antica, e moderna geografia, Gio. Battista Recurti, Venezia 1716;
- La geometria comune, legale, ed aritmetica, Gio. Battista Recurti, Venezia 1740;
- La genealogia delle case più illustri di tutto il mondo, Gio. Battista Recurti, Venezia 1743;
- La genealogia moderna delle case più illustri di tutto il mondo, Gio. Battista Recurti, Venezia 1749.

Inedito è rimasto invece il trattato:
- Della storia politica universale, in nove tomi.